# I Got You Babe
I Got You Babe è un singolo del duo statunitense Sonny & Cher, pubblicato nel 1965 che ha raggiunto la prima posizione nella Billboard Hot 100 per tre settimane e nella Official Singles Chart per due settimane.
Fu il primo singolo estratto dal loro album di debutto Look at Us.

## Storia
Won't find out until we grow

Well I don't know if all that's true

'Cause you got me, and baby I got you»

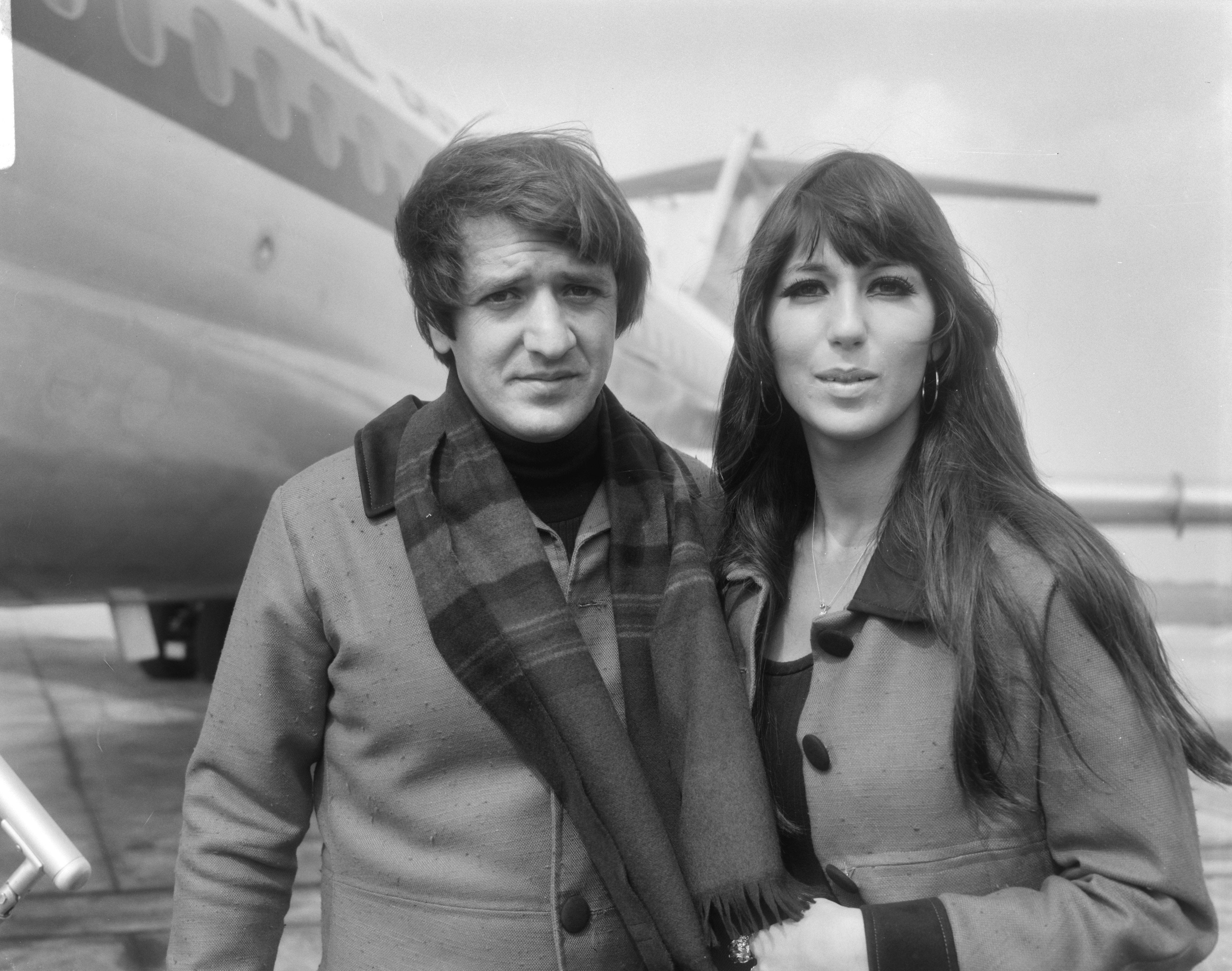
Sonny & Cher, 1966

Che non lo scopriremo finché non saremo cresciuti

Beh, non so se tutto ciò sia vero

Perché tu hai me, e tesoro, io ho te»
(I Got You Babe, Sonny & Cher)
Sonny Bono, compositore e produttore discografico per Phil Spector, scrisse il testo della canzone e compose la musica per se stesso e per l'allora moglie Cher, all'epoca diciannovenne, una sera mentre si trovava nel suo seminterrato. Quando Cher fu svegliata dal marito che cantava il brano appena scritto, in un primo momento odiò la canzone, non pensando che sarebbe potuta diventare un successo, e se ne tornò subito a letto. Invece I Got You Babe divenne il più grande successo da classifica della coppia, la loro canzone caratteristica, e un brano significativo degli inizi del movimento di controcultura hippie. Billboard scrisse della traccia: "Utilizzando la riuscita combinazione di folk e rock, questo brano ha la performance e la produzione caratteristiche di un successo." Record World la definì "un pezzo di rock tortuoso e funky che raggiungerà la vetta."
Il critico di AllMusic William Ruhlmann lodò il brano: «Con in mente l'aspra It Ain't Me Babe di Dylan del 1964 (prima che diventasse un successo folk-rock per i Turtles), Bono scrisse del suo sentimento opposto: "I Got You Babe" ("Ti ho preso, tesoro"). Dove Dylan era complesso dal punto di vista lirico, Bono era semplice: i suoi testi iniziavano con il tema inquietante dei giovani contro gli adulti di "loro" che innalzavano barriere al romanticismo, ma presto lasciarono il posto a un dialogo di banalità romantiche adolescenziali. Laddove Dylan era musicalmente semplice, tuttavia, Bono, senza ricostruire completamente il Wall of Sound di Spector, era strutturalmente più ambizioso, seguendo la forma standard della canzone: strofa-ritornello-strofa-ritornello-ponte-strofa-ritornello con una coda ascendente che costruita fino al culmine, poi ricomincia a costruire prima della dissolvenza, il tutto in poco più di tre minuti. Impostata sul tempo del valzer, la melodia ha mantenuto un'atmosfera leggera nonostante la strumentazione a volte impegnativa, guidata da un'importante ocarina [in realtà un oboe – vedi sotto], e dalle voci alternate dei due cantanti. Se nessuno dei due era un cantante interessante, le loro esibizioni faticose e concrete conferivano alla canzone un fascino da gente comune».

## Registrazione
La sessione di registrazione per la traccia si svolse il 7 giugno 1965 presso i Gold Star Studios di Hollywood, Los Angeles, e durò dalle 2 alle 5 del pomeriggio. Harold Battiste fornì l'arrangiamento orchestrale, E il gruppo di turnisti The Wrecking Crew suonò la traccia strumentale. Richard Niles citò Battiste, affermando che la prominente figura strumentale nella canzone è suonata da un oboe anziché un'ocarina.

## Accoglienza
Negli Stati Uniti il singolo vendette oltre 1 milione di copie nel 1965, venendo certificato disco d'oro dalla RIAA. Al novembre 2011, Billboard riportava che le vendite digitali di I Got You Babe attraverso download erano 372,000 in America del nord.
Nel 2011 la canzone è stata definita una dei migliori duetti di sempre sia da Billboard sia da Rolling Stone. Inoltre, nel 2004 si classificò alla posizione numero 444 nella lista de I 500 migliori brani musicali secondo Rolling Stone. Tuttavia, in un sondaggio del 2011 la stessa rivista Rolling Stone mise I Got You Babe all'ottavo posto nella classifica delle peggiori canzoni degli anni sessanta.
All'inizio del 2017 il brano è stato inserito nella Grammy Hall of Fame.

## Esecuzioni dal vivo
Sonny & Cher eseguirono il brano insieme per l'ultima volta in un'esibizione improvvisata nel corso del programma Late Night with David Letterman il 13 novembre 1987. Cher eseguì la canzone insieme ai R.E.M. il 14 febbraio 2002, al Kodak Theatre di Los Angeles. Fu la sua prima esecuzione della canzone senza Sonny, morto in un incidente di sci nel 1998.
Nel 2016 Cher cantò una parodia della canzone intitolata I Got You Bae con James Corden al The Late Late Show with James Corden. Questa versione ironica spiegava come trovare l'amore nell'era moderna degli appuntamenti online, dello swiping, dei social media, di Netflix, del relax e della pornografia su Internet.
Il 19 ottobre 1973 David Bowie e Marianne Faithfull (vestita da suora) eseguirono la canzone al Marquee Club di Londra, e la loro versione fu trasmessa dall'emittente americana NBC all'interno del programma The Midnight Special.

## Tracce
Singolo
1. I Got You Babe – 3:11
2. It's Gonna Rain – 2:22

EP
- Lato A

1. I Got You Babe – 3:11
2. It's Gonna Rain – 2:23

- Lato B

1. You Don't Love Me – 2:26
2. Then He Kissed Me – 2:51

### Formazione
- Sonny Bono: voce
- Cher: voce
- Harold Battiste – arrangiamento
- Barney Kessel – chitarra
- Steve Mann – chitarra
- Donald Peake – chitarra
- Ervan Coleman – chitarra
- Don Randi – pianoforte
- Michel Rubini – clavicembalo
- Lyle Ritz – basso
- Clifford Hils – contrabbasso
- Frank Capp – batteria
- Julius Wechter – campane
- Warren Webb – oboe
- Morris Crawford – fagotto

## Classifiche
| Classifica  | Posizione massima |
| ----------- | ----------------- |
| Austria     | 3                 |
| Austria)    | 6                 |
| Belgio      | 12                |
| Canada      | 1                 |
| Germania    | 3                 |
| Irlanda     | 2                 |
| Norvegia    | 6                 |
| Paesi Bassi | 4                 |
| Regno Unito | 1                 |
| Spagna      | 8                 |
| Svezia      | 4                 |
| Stati Uniti | 1                 |

## Versione degli UB40 e Chrissie Hynde
Nel 1985 gli UB40 e Chrissie Hynde pubblicarono una cover del brano in un singolo omonimo. Questa versione arrivò in vetta alla UK Singles Chart e raggiunse la posizione numero 28 nella statunitense Billboard Hot 100.

### Tracce
7" single
1. I Got You Babe – 3:08
2. Theme From Labour of Love – 3:05

12" single
1. I Got You Babe – 3:09
2. Red Red Wine – 5:21

### Classifiche
| Classifica (1985) | Posizione massima |
| ----------------- | ----------------- |
| Australia         | 1                 |
| Austria           | 14                |
| Belgio            | 4                 |
| Canada            | 4                 |
| Francia           | 29                |
| Germania          | 15                |
| Irlanda           | 1                 |
| Nuova Zelanda     | 1                 |
| Paesi Bassi       | 2                 |
| Regno Unito       | 1                 |
| Stati Uniti       | 28                |
| Svezia            | 17                |
| Svizzera          | 15                |

## Versione di Cher con Beavis & Butt-Head
Nel 1993 Cher re-incise I Got You Babe con i personaggi animati Beavis and Butt-Head. La canzone fu il primo singolo estratto dall'album The Beavis and Butt-Head Experience, una compilation comica pubblicata dalla Geffen Records; il disco vendette 1,610,000 di copie e fu certificato doppio disco di platino dalla RIAA negli Stati Uniti. Il singolo raggiunse la top 40 in Gran Bretagna, Belgio e Svezia, e la top 10 nei Paesi Bassi. Per il singolo fu girato anche un video in stile psichedelico con Cher e Beavis and Butt-Head insieme in un mondo animato virtuale, che andò in alta rotazione all'epoca su MTV.

### Tracce
- European CD single

1. I Got You Babe (Cher con Beavis and Butt-Head) – 5:09
2. Mental ✳@%#! (Jackyl) – 4:42
3. Fire Down Below (Cher) – 4:20

- UK CD e audiocassetta

1. I Got You Babe (Cher con Beavis and Butt-Head) – 4:00
2. I Got You Babe (Sonny & Cher) – 3:13

## Riferimenti in altri media
I Got You Babe viene frequentemente utilizzata nei film o in televisione. Probabilmente l'uso più celebre della canzone nella versione di Sonny e Cher, è stato nel film Ricomincio da capo del 1993, nelle scene dell'inizio della giornata che il protagonista rivive continuamente, assumendo quindi un ruolo centrale nel film stesso.  Ristampato per l'occasione, il singolo rientrò in classifica in Gran Bretagna raggiungendo la posizione numero 66. Altri film che hanno utilizzato I Got You Babe includono Good Times degli stessi Sonny & Cher, Buster, Senti chi parla 2, L'ultimo guerriero, Me Without You, I ragazzi della mia vita, Jack e Jill e The Munsters.
Nell'episodio The Evans Get Involved (Part 2) della sitcom Good Times, i personaggi eseguono la canzone mentre imitano il The Sonny & Cher Comedy Hour.
Nel videogioco The Last of Us: Left Behind, la versione di Etta James della canzone è inclusa nella sezione finale del gioco. La traccia, sempre nella versione della James, fu inoltre inclusa anche nel settimo episodio della serie televisiva ispirata al gioco. 
Nel 2021 la versione di Etta James venne usata da Walmart per una campagna pubblicitaria.